# Wiktoria Farnese
Maria Wiktoria Farnese (ur. 29 kwietnia 1618 w Parmie, zm. 10 sierpnia 1649 w Modenie) – księżniczka Parmy i poprzez małżeństwo księżna Modeny i Reggio.
Urodziła się jako córka księcia Parmy, Piacenzy i Castro Ranuccio I i jego żony księżnej Małgorzaty.
12 lutego 1648 w Parmie poślubiła owdowiałego po śmierci jej starszej siostry Marii Katarzyny księcia Modeny i Reggio Franciszka I d’Este. Jedyną córką tej pary była Wiktoria d’Este (1649-1656).